# SURES
SURES (Netzwerk „Fairer Handel des Südens“) ist eine chilenische Vereinigung, welche im Januar 2006 auf dem ersten Treffen „Fairer Handel“ gegründet wurde. Das Treffen wurde gemeinsam von der Stiftung Chol-Chol und der Stiftung Avina organisiert. SURES ist ein Netzwerk der kleinen Produzenten und Unternehmer aus der Region Bio-Bio und Araukanien, im Süden Chiles.
Das Ziel von SURES ist es, den kleinen Produzenten aus dem Süden Chiles einen Handel aufzuzeigen, der ein reales Werkzeug zur Überwindung der Armut und Verbesserung ihrer Situation sein kann, sowie ihre Arbeit wertschätzt.

## Grundsätze
Die Produzenten des Netzwerk SURES sind mehrheitlich Mapuche-Frauen aus der ärmlichen, ländlichen Gegend. Durch den Verkauf ihrer Produkte können sie die Haushaltseinkünfte ihrer Familien verbessern. Des Weiteren arbeiten die vereinten städtischen Produzenten besonders in der Gegend um Concepción.
Die Organisationen glauben, dass fairer Handel ein Mittel sein kann, um die durch Armut bedingten schlechten Lebensumstände und die Marginalisierung der kleinen Produzenten zu verbessern. Fairer Handel bedeutet, dass transparente und direkte Geschäftsbeziehungen zwischen Produzenten und Konsumenten gefördert werden, die Arbeit der kleinen Produzenten wertgeschätzt wird und eine gemeinnützige Institution die Geschäftsbeziehungen dominiert und reguliert.

## Ziele des Netzwerkes
- Förderung von Fairem Handel im Süden Chiles
- Verbreitung des Netzwerkes im Süden Chiles, um die Lebensqualität der Produzenten zu verbessern
- Visualisierung der kleinen Produzenten in dem Prozess der Kommerzialisierung ihrer Produkte

## Mitglieder
- Indigene Vereinigung Relmu Witral, gegründet von 120 lavkenschen Frauen der Gemeinde Tirúa. Produzenten von traditionellen Textilien.
- Kooperative Ngen, gegründet von 130 Mapuche Frauen der Gemeinde Curarrehue, die mit neun verschiedenen handwerklichen Betrieben arbeiten.
- Stiftung Chol-Chol hilft fast 200 Mapuche stämmigen Kunsthandwerkern in Araukanien.
- Stiftung Trabajo Para un Hermano (TPH) aus Concepción, die die städtischen Künstlern der Region Concepción in der Vermarktung und Verkauf ihrer Produkte unterstützt.
- Manos del Bio Bio ist eine Alternative zum konventionellen Handel, die einen Raum für Künstler zu schaffen versucht, die von den normalen Handelswegen ausgeschlossen sind.